# Animalisms
Animalisms — третий студийный альбом британской рок-группы The Animals, выпущенный в 1966 году на лейбле Decca Records. Спустя два месяца альбом был выпущен в США под названием Animalization с немного другим порядком песен.
Летом того же 1966 года пластинка заняла 4 место в UK Albums Chart.
| Оценки критиков | Оценки критиков |
| Источник        | Оценка          |
| --------------- | --------------- |
| AllMusic        | [ 2 ]           |

## Список композиций

### Сторона 1
1. «One Monkey Don’t Stop No Show[англ.]» (Джо Текс) — 3:18
2. «Maudie» (Джон Ли Хукер) — 4:01
3. «Outcast» (Эрни Джонсон, Эдгар Кемпбелл) [сингловая версия] — 3:02
4. «Sweet Little Sixteen» (Чак Берри) — 3:05
5. «You’re On My Mind» (Эрик Бёрдон, Дэйв Роуберри) — 2:52
6. «Clapping» (Роуберри) — 1:18

### Сторона 2
1. «Gin House Blues[англ.]» (Генри Трой, Флетчер Хендерсон) — 4:36
2. «Squeeze Her, Tease Her» (Алонзо Такер, Джеки Уилсон) — 2:57
3. «What Am I Living For[англ.]» (Фред Джей, Арт Харрис) — 3:11
4. «I Put a Spell on You» (Скримин Джей Хокинс) — 2:54
5. «That’s All I Am to You» (Отис Блеквелл, Скотт) — 2:22
6. «She’ll Return It» (Бёрдон, Роуберри) — 2:40

### Сторона 1
1. «Don’t Bring Me Down[англ.]» (Джерри Гоффин, Керол Кинг) — 3:13
2. «One Monkey Don’t Stop No Show[англ.]» (Джо Текс) — 3:20
3. «You’re On My Mind» (Эрик Бёрдон, Дэйв Роуберри) — 2:54
4. «Cheating» (Бёрдон, Чандлер) — 2:23
5. «She’ll Return It» (Барри Дженкинс, Роуберри, Бёрдон, Час Чандлер, Хилтон Валентайн) — 2:47
6. «Inside Looking Out[англ.]» (Джон Авери Ломакс, Алан Ломакс, Бёрдон, Чандлер) — 3:47

### Сторона 2
1. «See See Rider» (Ма Рейни) — 3:58
2. «Gin House Blues[англ.]» (Генри Трой, Флетчер Хендерсон) — 4:37
3. «Maudie» (Джон Ли Хукер) — 4:03
4. «What Am I Living For» (Фрэд Джей, Арт Харрис) — 3:12
5. «Sweet Little Sixteen» (Чак Берри) — 3:07
6. «I Put a Spell on You» (Скримин Джей Хоукинс) — 2:55

## Участники записи
- Эрик Бёрдон — вокал
- Дэйв Роуберри[англ.] — клавишные
- Хилтон Валентайн — гитара
- Час Чендлер — бас-гитара
- Джон Стил — ударные
- Барри Дженкинс — ударные в треках «Don’t Bring Me Down», «Cheating», «See See Rider» и «She’ll Return It»